# Miche (przedsiębiorstwo)

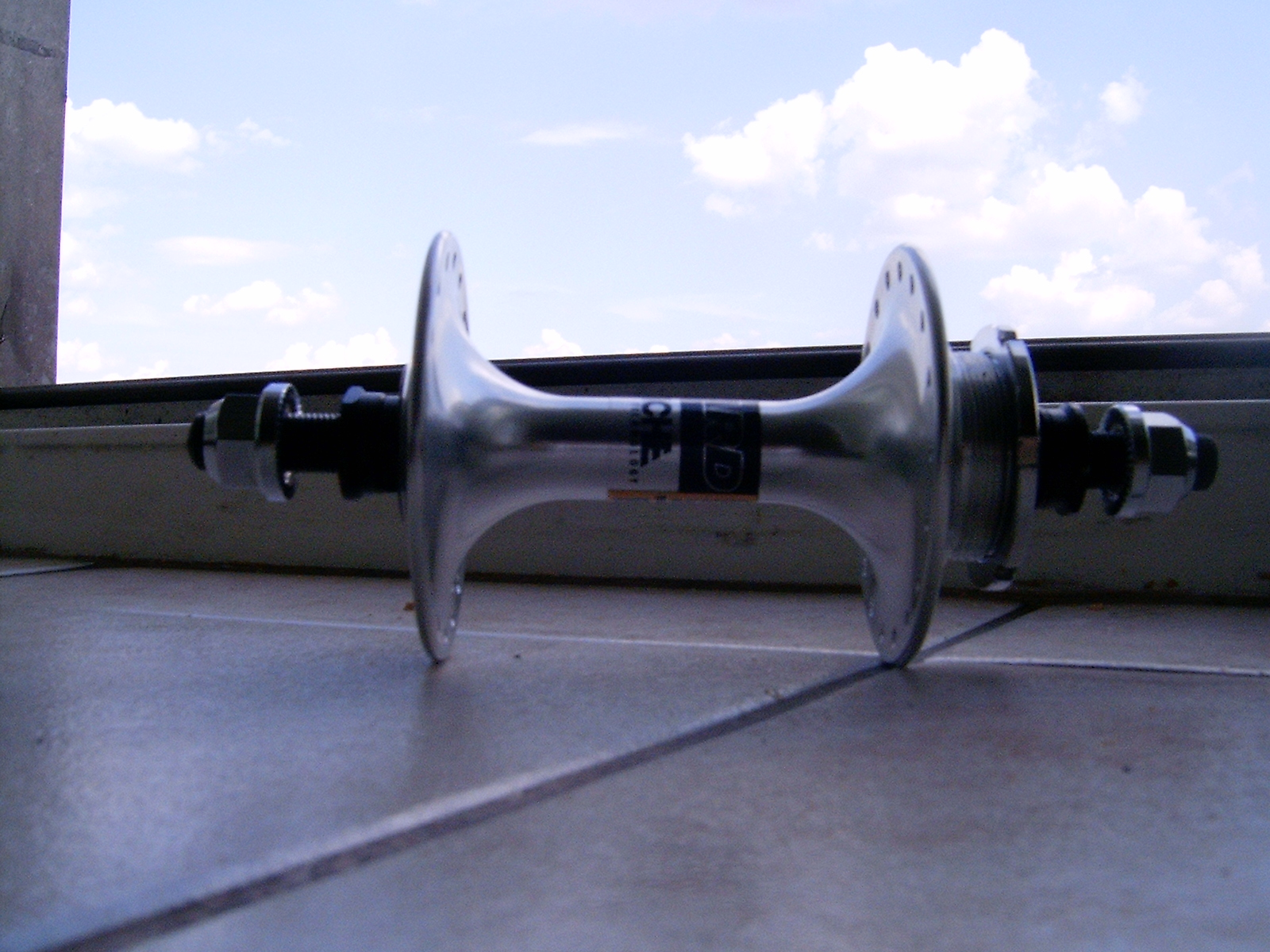
Piasta torowa Miche Primard

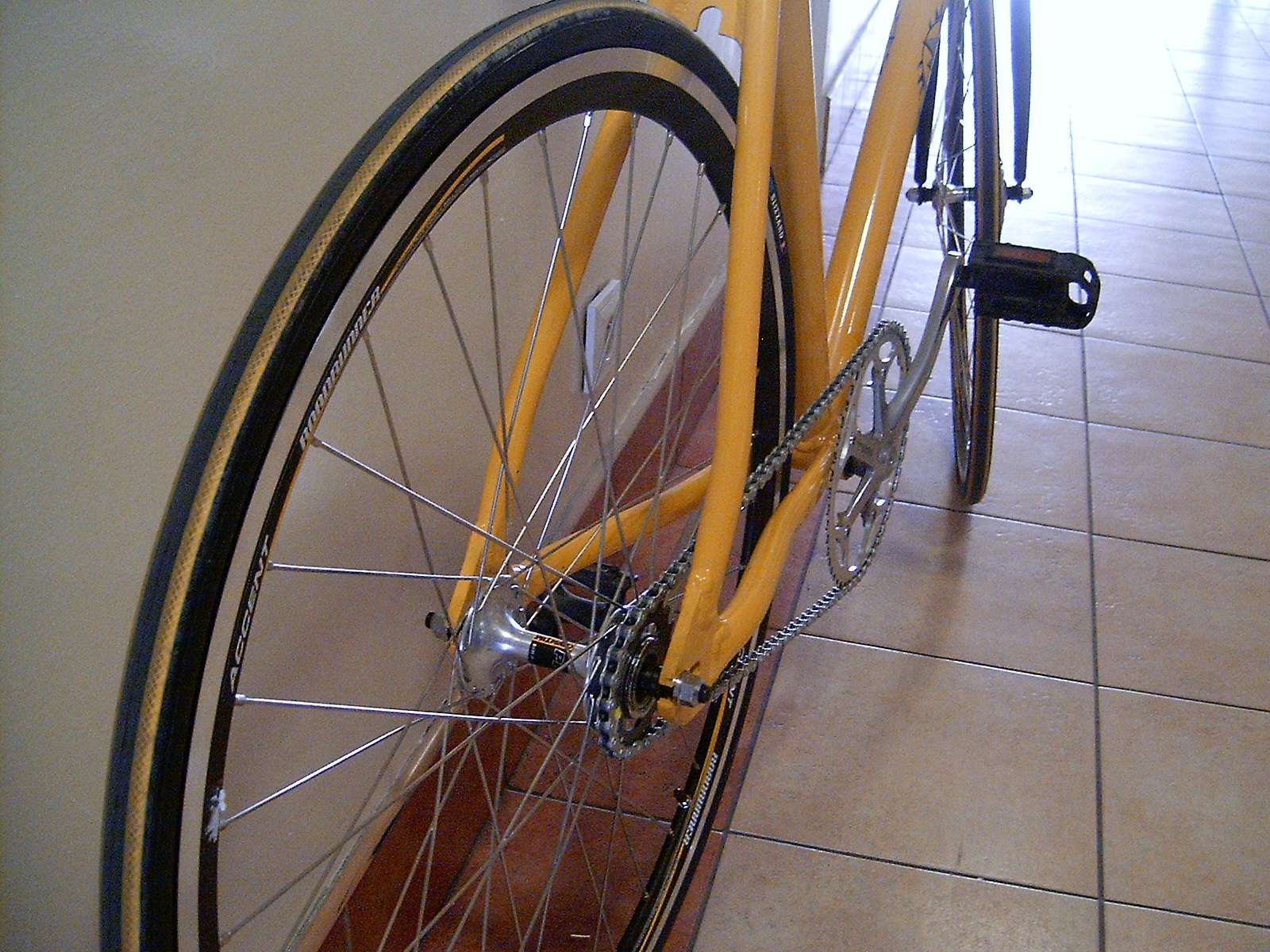
Ostre koło, tylna piasta torowa Miche

Miche – włoski producent części rowerowych. Firma została założona w 1919 roku (jako Fac Michelin) przez Ferdinando Michelina. Skupia się głównie na produkcji części do rowerów szosowych oraz torowych. Miche ma w ofercie wszystkie elementy napędu, a także piasty, koła, szczęki hamulcowe i pedały.
Nie wszystkie części grup szosowych są jednak sygnowane logo Miche. Taki wyjątek stanowią manetki i przerzutki, które „pożyczone” zostały z grup szosowych firmy Campagnolo.
Firma jest głównym sponsorem grupy kolarskiej Miche.